# Batalha do Passo de Rishki
A Batalha do Passo de Rishki (em búlgaro:  Битката при Ришкия проход) foi travada no passo de mesmo nome, na cordilheira dos Balcãs, na atual Bulgária, em 759 entre as forças do Império Bizantino e do Império Búlgaro e terminou em vitória búlgara.

## História
Entre 755 e 775, o imperador bizantino Constantino V organizou nove campanhas para eliminar o nascente estado búlgaro na região da Mésia e, mesmo tendo conseguido derrotar os búlgaros diversas vezes, jamais conseguiu realizar seu objetivo. Em 759, um enorme exército bizantino invadiu a região, mas o cã Vineque teve tempo suficiente para bloquear os passos de montanha. Quando os bizantinos chegaram ao passo de Rishki, foram emboscados e completamente derrotados. O historiador bizantino Teófanes, o Confessor, relata que os búlgaros assassinaram o estratego da Trácia, Leão, o comandante de Drama e muitos soldados.
Contudo, Vineque não se aproveitou da oportunidade para invadir o Império Bizantino e, ao invés disso, enviou emissários para negociar uma paz, um ato que se mostrou bastante impopular entre seus nobres e que levou ao seu assassinato em 762.